# روث غيير شو
روث غيير شو (بالإنجليزية: Ruth Geyer Shaw)‏ هي عالمة أحياء تطورية وأحيائية أمريكية، ولدت في 1953.